# روبرتو لومبرانیا
روبرتو لومبرانیا (انگلیسی: Roberto Lombraña؛ زادهٔ ۱۳ نوامبر ۱۹۷۵) بازیکن فوتبال اهل اسپانیا است.
از باشگاه‌هایی که در آن بازی کرده‌است می‌توان به باشگاه فوتبال ایبار اشاره کرد.